# Ронде ван Фландерен 2025.
Ронде ван Фландерен 2025. било је 109. издање једнодневне бициклистичке трке Ронде ван Фландерена, која је одржана 6. априла у Белгији, као 14 трка у оквиру UCI ворлд тура 2025. Побједник је добио нови, редизајнирани трофеј.
Укупна дужине износила је 269 km, старт је био у Брижу, а циљ у Ауденардеу, вожено је 16 калдрмисаних успона и седам секција калдрме по равном, од којих је Ауде Кваремонт вожен три пута, а Патерберг два пута, оба пута након Ауде Кваремонта. То су била и два последња успона на трци, на 16 и на 13 km до циља.
Бранилац титуле је био Метју ван дер Пул, док су највећи фаворити били Ван дер Пул, Тадеј Погачар, Ваут ван Арт и Мадс Педерсен, а међу осталим фаворитима били су Нилсон Паулес, Филипо Гана, Матео Јоргенсон и Мајкл Метјуз.
На око 55 km до циља, на другом прелазу преко успона Ауде Кваремонт, Погачар је напао, што су пратили Ван Арт, Педерсен и Јоргенсон, а затим их је достигао и Ван дер Пул. Група их је достигла, након чега су Погачар и Ван дер Пул напали на Патебергу, а затим су их достигли Педерсен, Ван Арт, Јоргенсон и Јаспер Стојвен, стекли су 30 секунди предности и достигли су бјегунце међу којима су били Гана, Тиш Бенот и Стефан Кинг. Погачар је нападао на неколико успона, али су га достизали Педерсен и Ван дер Пул, а затим су до њих долазили Јоргенсон, Стојвен и Кинг. На последњем прелазу преко успона Ауде Кваремонт, Погачар је напао, што нико није могао да прати, а иза њега су возили Ван Арт, Ван дер Пул и Педерсен. До врха успона је Погачар стекао 12 секунди предности, а затим је повећавао и побиједио је са минут испред трочлане групе гдје је Педерсен побиједио у спринту за друго мјесто, Ван дер Пул је завршио на трећем, а Ван Арт на четвртом.

## Тимови
На трци је учествовало 25 тимова, са по седам возача. Свих 18 ворлд тур тимова имало је аутоматску позивницу и били су обавезни да учествују пошто је трка била у ворлд туру прије 2017. године, док су два најбоља про тур тима за претходну сезону такође имали аутоматску позивницу за све ворлд тур трке а трећи на свим једнодневним ворлд тур тркама. Лото, Израел—премијер тех и Уно—Х мобилити су била три најбоља про тур тима на крају сезоне 2024. и одлучили су да учествују, док су специјалне позивнице добили Ку 36.5 про сајклинг, Вагнер базин ВБ, Тудор про сајклинг и Фландерс—балојсе.
UCI ворлд тур тимови:
| - Алпесин—декунинк - Аркеа—бб хотелс - Бахреин—викторијус - Визма—лејз а бајк - Групама—ФДЈ - Декатлон АГ2Р ла мондијал - ЕФ едукејшон—изипост - Инеос гренадирс - Интермарше—ванти | - Кофидис - Лидл—трек - Мовистар - Пикник постнл - Ред бул—Бора–ханзго - Судал—Квик-степ - УАЕ тим емирејтс ХРГ - ХДС Астана - Џејко—алула |

UCI про тур тимови:
| - Вагнер базин ВБ - Израел—премијер тех - Ку 36.5 про сајклинг - Лото | - Тудор про сајклинг - Уно—Х мобилити - Фландерс—балојсе |

## Новчане награде и бодови

### Новчане награде
Укупан новчани фонд је износио 50.000 евра и додјељивао се за првих 20 возача. Побједник је добио 20.000 евра, другопласирани 10.000, а трећепласирани 5.000 евра. Возачи од 10 до 20 мјеста добијали су по 400 евра.
| Поз.  | 1.     | 2.     | 3.    | 4.    | 5     | 6—7.  | 8—9.  | 10—20. |
| Износ | 20.000 | 10.000 | 5.000 | 2.500 | 2.000 | 1.500 | 1.000 | 500    |

### Бодови
Бодове у UCI свјетском рангирању добили су првих 60 возача. Побједник трке је добио 800, другопласирани 640, трећепласирани 520, четвртопласирани 440, а петопласирани 360.
| Поз. | 1.  | 2.  | 3.  | 4.  | 5   | 6.  | 7.  | 8.  | 9.  | 10. | 11. | 12. | 13. | 14. | 15. | 16.-20. | 21.-30. | 31.-50. | 51.-55. | 56.-60. |
| Бод. | 800 | 640 | 520 | 440 | 360 | 280 | 240 | 200 | 160 | 135 | 110 | 95  | 85  | 65  | 55  | 50      | 30      | 15      | 10      | 5       |

## Рута и успони
Старт је био у Брижу, вожено је седам сектора калдрме и 16 успона, од којих је Ауде Кваремонт био први успон на трци, на 142 km до циља, а затим су Ауде Кваремонт и Патерберг вожени на 58,8 и 54,3 km до циља, а такође су били последњи успони на трци, на 16 и 13 km до циља, одакле је вожено по равном до краја у Ауденардеу.
| Бр. | Име                    | Дужина (km) | Просјечни нагиб (%) | Максимални нагиб (%) | Дужина од (km) | Дужина од (km) |
| Бр. | Име                    | Дужина (km) | Просјечни нагиб (%) | Максимални нагиб (%) | Почетак (km)   | До циља (km)   |
| --- | ---------------------- | ----------- | ------------------- | -------------------- | -------------- | -------------- |
| 1.  | Ауде Кваремонт         | 2,2         | 4                   | 11,6                 | 126,8          | 142,1          |
| 2.  | Елкенберг              | 1,2         | 5,2                 | 10                   | 140,8          | 128,1          |
| 3.  | Волвенберг             | 0,645       | 7,9                 | 17,3                 | 147,9          | 121            |
| 4.  | Моленберг              | 0,463       | 7                   | 14,2                 | 157,9          | 111            |
| 5.  | Берендерс              | 0,940       | 7                   | 12,3                 | 172,3          | 96,6           |
| 6.  | Валкенберг             | 0,540       | 8,1                 | 12,8                 | 174,9          | 94             |
| 7.  | Берг тен Хуте          | 1,1         | 6                   | 21                   | 195,2          | 73,7           |
| 8.  | Ниуве Кројсберг/Хотонд | 2,7         | 4                   | 8,5                  | 204,7          | 64,2           |
| 9.  | Ауде Кваремонт         | 2,2         | 4                   | 11,6                 | 210,1          | 58,8           |
| 10. | Патерберг              | 0,360       | 12,9                | 20,3                 | 214,6          | 54,3           |
| 11. | Копенберг              | 0,6         | 11,6                | 22                   | 220,1          | 48,8           |
| 12. | Стенбекдрис            | 1,1         | 3,1                 | 7,6                  | 228,3          | 40,6           |
| 13. | Тајенберг              | 0,530       | 6,6                 | 15,8                 | 232,1          | 36,8           |
| 14. | Ауде Кројсберг/Хотонд  | 2,7         | 4,1                 | 9,4                  | 242,4          | 26,5           |
| 15. | Ауде Кваремонт         | 2,2         | 4                   | 11,6                 | 252,2          | 16,7           |
| 16. | Патерберг              | 0,360       | 12,9                | 20,3                 | 255,6          | 13,3           |

## Преглед трке
Трка је стартовала у Брижу, након што је 2024. стартовала у Антверпену, у склопу ротације два града, према којој су домаћини старта сваке друге године. Вожено је 269 km, а циљ је био у Ауденардеу. Марајн ван дер Берг није стартовао због болести. Одмах на почетку су почели напади, а послије 30 километара оформљен је бијег, у којем су били Конор Свифт, Елмар Рајндерс, Алесандро Ромеле, Рори Таунсенд, Марко Халер, Виктор Веркуиј, Шон Флајн и Тимо Росен. Јенс Рајндерс и Макс Вокер су затим напали из групе у потјеру за бјегунцима, док су на челу главне групе радили Микел Бјерг за УАЕ тим емирејтс ХРГ и Силван Дилијер за Алпесин—декунинк. Бјегујци су стекли четири минута предности, док су Рајндерс и Вокер достигнути на првом сектору калдрме, на 157 km до циља. На првом успону на Ауде Кваремонт, возачи тима Лидл—трек су дошли при челу групе, док се пред други успон десио пад због којег су трку морали да напусте Џон Дегенколб и Адријен Пети, а Ван дер Пул је пао на траву и могао је да настави.
На успону Моленберг, на 110 km до циља, Давиде Балерини је напао, што су пратили Тиш Бенот, Стефан Кинг и Вито Брет, након чега је из групе напао Гана, којег су пратили Дан Хуле, Квинтен Херманс и Матео Трентин. Групе су се спојиле на око 100 km до циља а затим су достигли бјегунце и имали су око минут предности испред главне групе. На 87 km до циља Ромеле је отпао из бијега, а предност бјегунаца је пала на 45 секунди пред други прелаз преко успона Ауде Кваремонт. На Кваремонту, Погачар је напао на 55 km до циља, што су одмах пратили Ван Арт, Јоргенсон и Педерсен, док је Ван дер Пул био даље у групи и касније је реаговао али их је достигао. Бројни возачи су отпали из бијега и на челу трке су остали Гана, Кинг, Трентин, Бенот, Хуле, Балерини и Халер, а предност им је пала на 26 секунди. На почетку успона Патерберг, главна група је достигла групу испред, након чега је Ван дер Пул напао, што је пратио само Погачар, а на спусту их је прво достигао Педерсен, а затим Стојвен, Ван Арт и Јоргенсон. Пред почетак успона Копенберг достигли су их Нилсон Паулес, Јевгениј Федоров и Арјен Ливинс, а затим су достигли бјегунце на око 45 km до циља, након чега је Погачар поново нападао на успонима Стенбекдрис и Тајенберг, што су пратили Ван дер Пул и Педерсен, док су иза њих ишли Ван Арт, Јоргенсон, Стојвен и Кинг.
На успону Ауде Кројсберг/Хотонд, Педерсен је отпао од водећих и брзо су га достигли Стојвен и Ван Арт, а затим су њих тројица достигли Погачара и Ван дер Пула на око 24 km до циља. На трећем прелазу преко успона Ауде Кваремонт, на око 16 km до циља, Погачар је напао, што је у почетку пратио Ван дер Пул али је и он отпао и до врха успона је Погачар стекао 12 секунди предности а затим је наставио да је повећава на Патебергу и по равном и на 10 km до циља је стекао 30 секунди предности. Ван Арт, Ван дер Пул, Педерсен и Стојвен су ишли спорије, Погачар је пред последња три километра стекао 50 секунди предности, што је додатно повећао и трку је завршио за 5 часова, 58 минута и 41 секунду. Четворочлана група је дошла на циљ минут и секунду иза Погачара, Стојвен је предводио за Педерсена који је побиједио у спринту за друго мјесто чиме је изједначио најбољи резултат на трци, а ван дер Пул је завршио на трећем мјесту, што му је био шести подијум на седмом учешћу.  Ван Арт је завршио на четвртом мјесту, Стојвен на петом, док су Бенот и Кинг завршили скоро два минута иза.

## Резултати
Трку су стартовала 174 возача, а завршило је 113.
| Позиција | Возач                      | Тим                  | Вријеме    |
| -------- | -------------------------- | -------------------- | ---------- |
| 1.       | Тадеј Погачар (СЛО)        | УАЕ тим емирејтс ХРГ | 5ч 58' 41" |
| 2.       | Мадс Педерсен (ДАН)        | Лидл—трек            | + 1' 01"   |
| 3.       | Метју ван дер Пул (ХОЛ)    | Алпесин—декунинк     | + 1' 01"   |
| 4.       | Ваут ван Арт (БЕЛ)         | Визма—лејз а бајк    | + 1' 01"   |
| 5.       | Јаспер Стојвен (БЕЛ)       | Лидл—трек            | + 1' 04"   |
| 6.       | Тиш Бенот (БЕЛ)            | Визма—лејз а бајк    | + 1' 51"   |
| 7.       | Стефан Кинг (ШВА)          | Групама—ФДЈ          | + 1' 53"   |
| 8.       | Филипо Гана (ИТА)          | Инеос гренадирс      | + 2' 19"   |
| 9.       | Иван Гарсија Кортина (ШПА) | Мовистар             | + 2' 19"   |
| 10.      | Давиде Балерини (ИТА)      | ХДС Астана           | + 2' 19"   |

| Резултати (11—113) | Резултати (11—113)            | Резултати (11—113)        | Резултати (11—113) |
| ------------------ | ----------------------------- | ------------------------- | ------------------ |
| 11.                | Лоренс Пичи (НЗЛ)             | Ред бул—Бора–ханзго       | + 2' 19"           |
| 12.                | Мајк Теунисен (ХОЛ)           | ХДС Астана                | + 2' 19"           |
| 13.                | Мајкл Метјуз (АУС)            | Џејко—алула               | + 2' 19"           |
| 14.                | Маркус Хоелгорд (НОР)         | Уно—Х мобилити            | + 2' 19"           |
| 15.                | Ђани Вермерш (БЕЛ)            | Алпесин—декунинк          | + 2' 19"           |
| 16.                | Орелен Паре Пантре (ФРА)      | Декатлон АГ2Р ла мондијал | + 2' 19"           |
| 17.                | Валентен Мадуа (ФРА)          | Групама—ФДЈ               | + 2' 19"           |
| 18.                | Тимо Келих (БЕЛ)              | Алпесин—декунинк          | + 2' 19"           |
| 19.                | Стефан Бисежер (ШВА)          | Декатлон АГ2Р ла мондијал | + 2' 19"           |
| 20.                | Магнус Шефилд (САД)           | Инеос гренадирс           | + 2' 19"           |
| 21.                | Матеј Мохорич (СЛО)           | Бахреин—викторијус        | + 2' 19"           |
| 22.                | Матео Трентин (ИТА)           | Тудор про сајклинг        | + 2' 19"           |
| 23.                | Фред Рајт (УК)                | Бахреин—викторијус        | + 2' 19"           |
| 24.                | Рик Плојмерс (ХОЛ)            | Тудор про сајклинг        | + 2' 19"           |
| 25.                | Расмус Тилер (НОР)            | Уно—Х мобилити            | + 2' 19"           |
| 26.                | Лауренц Рекс (БЕЛ)            | Интермарше—ванти          | + 2' 19"           |
| 27.                | Јевгениј Федоров (УКР)        | ХДС Астана                | + 2' 19"           |
| 28.                | Аиме де Гент (БЕЛ)            | Кофидис                   | + 2' 19"           |
| 29.                | Мик ван Дајке (ХОЛ)           | Ред бул—Бора–ханзго       | + 2' 19"           |
| 30.                | Овејн Дојл (УК)               | ЕФ едукејшон—изипост      | + 2' 19"           |
| 31.                | Сес Бол (ХОЛ)                 | ХДС Астана                | + 2' 19"           |
| 32.                | Алек Сегерт (БЕЛ)             | Лото                      | + 2' 19"           |
| 33.                | Јонас Руч (ЊЕМ)               | Интермарше—ванти          | + 2' 19"           |
| 34.                | Арјен Ливинс (БЕЛ)            | Лото                      | + 2' 19"           |
| 35.                | Бинијам Грмај (ЕРИ)           | Интермарше—ванти          | + 2' 19"           |
| 36.                | Орлуис Аулар (ВЕН)            | Мовистар                  | + 2' 19"           |
| 37.                | Томс Скујинш (ЛИТ)            | Лидл—трек                 | + 2' 19"           |
| 38.                | Ив Лампар (БЕЛ)               | Судал—Квик-степ           | + 2' 19"           |
| 39.                | Брент ван Мур (БЕЛ)           | Лото                      | + 2' 19"           |
| 40.                | Џозеф Блекмор (УК)            | Израел—премијер тех       | + 2' 19"           |
| 41.                | Дилан Тунс (БЕЛ)              | Кофидис                   | + 2' 19"           |
| 42.                | Нилсон Паулес (САД)           | ЕФ едукејшон—изипост      | + 2' 19"           |
| 43.                | Флоријан Вермерш (БЕЛ)        | УАЕ тим емирејтс ХРГ      | + 2' 19"           |
| 44.                | Микел Оноре (ДАН)             | ЕФ едукејшон—изипост      | + 2' 19"           |
| 45.                | Марко Халер (АУТ)             | Тудор про сајклинг        | + 2' 19"           |
| 46.                | Дилан ван Барле (ХОЛ)         | Визма—лејз а бајк         | + 2' 19"           |
| 47.                | Матео Јоргенсон (САД)         | Визма—лејз а бајк         | + 2' 34"           |
| 48.                | Вито Брет (БЕЛ)               | Интермарше—ванти          | + 4' 20"           |
| 49.                | Клемен Русо (ФРА)             | Групама—ФДЈ               | + 4' 20"           |
| 50.                | Корбин Стронг (НЗЛ)           | Израел—премијер тех       | + 4' 20"           |
| 51.                | Карлос Канал (ШПА)            | Мовистар                  | + 4' 20"           |
| 52.                | Тим ван Дајке (ХОЛ)           | Ред бул—Бора–ханзго       | + 6' 17"           |
| 53.                | Пер Станд Хагенс (НОР)        | Визма—лејз а бајк         | + 6' 27"           |
| 54.                | Влад ван Мехелен (БЕЛ)        | Бахреин—викторијус        | + 6' 27"           |
| 55.                | Александер Кристоф (НОР)      | Уно—Х мобилити            | + 7' 23"           |
| 56.                | Ђакомо Ницоло (ИТА)           | Ку 36.5 про сајклинг      | + 7' 23"           |
| 57.                | Оскар Чемберлен (АУС)         | Декатлон АГ2Р ла мондијал | + 7' 23"           |
| 58.                | Арно Демар (ИТА)              | Аркеа—бб хотелс           | + 7' 23"           |
| 59.                | Бен Тарнер (УК)               | Инеос гренадирс           | + 7' 23"           |
| 60.                | Дамјен Тузе (ФРА)             | Кофидис                   | + 7' 23"           |
| 61.                | Макс Валшајд (ЊЕМ)            | Џејко—алула               | + 7' 23"           |
| 62.                | Пол Мањије (ФРА)              | Судал—Квик-степ           | + 7' 23"           |
| 63.                | Јелте Кројнсен (ХОЛ)          | Џејко—алула               | + 7' 23"           |
| 64.                | Расмус Сејберг Педерсен (ДАН) | Декатлон АГ2Р ла мондијал | + 7' 23"           |
| 65.                | Фабио Кристен (ШВА)           | Ку 36.5 про сајклинг      | + 7' 23"           |
| 66.                | Нилс Полит (ЊЕМ)              | УАЕ тим емирејтс ХРГ      | + 7' 23"           |
| 67.                | Јонас Абрахамсен (НОР)        | Уно—Х мобилити            | + 7' 23"           |
| 68.                | Давиде Тонеати (ИТА)          | ХДС Астана                | + 7' 23"           |
| 69.                | Винсент ван Хемелен (БЕЛ)     | Фландерс—балојсе          | + 7' 23"           |
| 70.                | Себастјен Грињар (ФРА)        | Лото                      | + 7' 23"           |
| 71.                | Алексис Ренар (ФРА)           | Кофидис                   | + 7' 23"           |
| 72.                | Микеле Гацоли (ИТА)           | ХДС Астана                | + 7' 23            |
| 73.                | Фабијан Линхард (ШВА)         | Тудор про сајклинг        | + 7' 23"           |
| 74.                | Шон Флајн (УК)                | Пикник постнл             | + 7' 23"           |
| 75.                | Роберт Доналдсон (УК)         | Џејко—алула               | + 7' 23"           |
| 76.                | Андреа Пасквалон (ИТА)        | Бахреин—викторијус        | +7' 23"            |
| 77.                | Келанд о Брајен (АУС)         | Џејко—алула               | + 7' 23"           |
| 78.                | Пепајн Рајндеринк (ХОЛ)       | Судал—Квик-степ           | + 7' 23"           |
| 79.                | Каспер Педерсен (ДАН)         | Судал—Квик-степ           | + 7' 23"           |
| 80.                | Матијас Вачек (ЧЕШ)           | Лидл—трек                 | + 7' 23"           |
| 81.                | Самјуел Вотсон (УК)           | Инеос гренадирс           | + 7' 23"           |
| 82.                | Рори Таунсенд (ИРС)           | Ку 36.5 про сајклинг      | + 7' 28"           |
| 83.                | Дан Хуле (ХОЛ)                | Лидл—трек                 | + 7' 36"           |
| 84.                | Паскал Енкхорн (ХОЛ)          | Судал—Квик-степ           | + 9' 38"           |
| 85.                | Матиас Норсгор (ДАН)          | Мовистар                  | + 9' 40"           |
| 86.                | Флорис де Тер (БЕЛ)           | Вагнер базин ВБ           | + 9' 40"           |
| 87.                | Вилијам Блум Леви (ДАН)       | Уно—Х мобилити            | + 9' 40"           |
| 88.                | Дени ван Попел (ХОЛ)          | Ред бул—Бора–ханзго       | + 9' 40"           |
| 89.                | Свен Ерик Бистрем (НОР)       | Групама—ФДЈ               | + 9' 40"           |
| 90.                | Антонио Моргадо (ПОР)         | УАЕ тим емирејтс ХРГ      | + 9' 40"           |
| 91.                | Патрик Еди (АУС)              | Пикник постнл             | + 10' 15"          |
| 92.                | Ђозуе Епис (ИТА)              | Аркеа—бб хотелс           | + 10' 18"          |
| 93.                | Михил Ламбрехт (БЕЛ)          | Вагнер базин ВБ           | + 10' 18"          |
| 94.                | Колби Симонс (САД)            | ЕФ едукејшон—изипост      | + 10' 18"          |
| 95.                | Алекс Колман (БЕЛ)            | Фландерс—балојсе          | + 10' 18"          |
| 96.                | Јаник Стимле (ЊЕМ)            | Ку 36.5 про сајклинг      | + 10' 18"          |
| 97.                | Брем Деман (ДАН)              | Фландерс—балојсе          | + 10' 18"          |
| 98.                | Давид Гонзалес (ШПА)          | Ку 36.5 про сајклинг      | + 10' 18"          |
| 99.                | Камил Градек (ПОЉ)            | Бахреин—викторијус        | + 10' 18"          |
| 100.               | Артур Клукерс (ХОЛ)           | Тудор про сајклинг        | + 10' 18"          |
| 101.               | Конор Свифт (УК)              | Инеос гренадирс           | + 10' 18"          |
| 102.               | Оливије ле Гак (ФРА)          | Групама—ФДЈ               | + 10' 18"          |
| 103.               | Фил Баухаус (ЊЕМ)             | Бахреин—викторијус        | + 10' 18"          |
| 104.               | Елмар Рајндерс (ХОЛ)          | Џејко—алула               | + 10' 18"          |
| 105.               | Леандре Лозуе (ФРА)           | Аркеа—бб хотелс           | + 10' 18"          |
| 106.               | Гонзало Серано (ШПА)          | Мовистар                  | + 10' 18"          |
| 107.               | Џеки Стјуарт (УК)             | Израел—премијер тех       | + 10' 18"          |
| 108.               | Бен Свифт (УК)                | Инеос гренадирс           | + 10' 18"          |
| 109.               | Боб Јунгелс (ЛУК)             | Инеос гренадирс           | + 10' 18"          |
| 110.               | Манило Моро (ИТА)             | Мовистар                  | + 10' 18"          |
| 111.               | Лука Моцато (ИТА)             | Аркеа—бб хотелс           | + 10' 18"          |
| 112.               | Рајли Шијан (САД)             | Израел—премијер тех       | + 10' 18"          |
| 113.               | Луис Аски (УК)                | Групама—ФДЈ               | + 10' 18"          |

| Нису завршили | Нису завршили                 | Нису завршили             | Нису завршили |
| —             | Возач                         | Тим                       | Вријеме       |
| ------------- | ----------------------------- | ------------------------- | ------------- |
| —             | Марајн ван ден Берг (ХОЛ)     | ЕФ едукејшон—изипост      |               |
| —             | Тим Веленс (БЕЛ)              | УАЕ тим емирејтс ХРГ      |               |
| —             | Виктор Веркуиј (БЕЛ)          | Фландерс—балојсе          |               |
| —             | Силван Дилијер (ШВА)          | Алпесин—декунинк          |               |
| —             | Тим Наберман (ХОЛ)            | Пикник постнл             |               |
| —             | Тимо Росен (ХОЛ)              | Пикник постнл             |               |
| —             | Емилс Лиепинш (ЛЕТ)           | Ку 36.5 про сајклинг      |               |
| —             | Николо Парисини (ИТА)         | Ку 36.5 про сајклинг      |               |
| —             | Ленерт ван Етвелт (БЕЛ)       | Лото                      |               |
| —             | Џошуа Гидинс (УК)             | Лото                      |               |
| —             | Јено Беркмес (БЕЛ)            | Лото                      |               |
| —             | Рајли Пикерт (КАН)            | Израел—премијер тех       |               |
| —             | Гијом Баувен (КАН)            | Израел—премијер тех       |               |
| —             | Том ван Асбрук (БЕЛ)          | Израел—премијер тех       |               |
| —             | Александер Крајгер (ЊЕМ)      | Тудор про сајклинг        |               |
| —             | Алекс Едмондсон (АУС)         | Пикник постнл             |               |
| —             | Жил Естер (БЕЛ)               | Фландерс—балојсе          |               |
| —             | Џон Дегенколб (ЊЕМ)           | Пикник постнл             |               |
| —             | Дилан Ванденсторм (БЕЛ)       | Фландерс—балојсе          |               |
| —             | Вард Ванхоф (БЕЛ)             | Фландерс—балојсе          |               |
| —             | Андерс Скорсет (НОР)          | Уно—Х мобилити            |               |
| —             | Ерик Ресел (БЕЛ)              | Уно—Х мобилити            |               |
| —             | Квентин Беза (БЕЛ)            | Вагнер базин ВБ           |               |
| —             | Серил Десал (БЕЛ)             | Вагнер базин ВБ           |               |
| —             | Јенс Рајндерс (БЕЛ)           | Вагнер базин ВБ           |               |
| —             | Јеле Вермот (БЕЛ)             | Вагнер базин ВБ           |               |
| —             | Лоик Вилежен (БЕЛ)            | Вагнер базин ВБ           |               |
| —             | Микел Бјерг (ДАН)             | УАЕ тим емирејтс ХРГ      |               |
| —             | Тим Деклерк (БЕЛ)             | Лидл—трек                 |               |
| —             | Адријен Пети (ФРА)            | Интермарше—ванти          |               |
| —             | Нолан Маудо (ФРА)             | Кофидис                   |               |
| —             | Маријус Мајрхофер (ЊЕМ)       | Тудор про сајклинг        |               |
| —             | Лудовик Робе (БЕЛ)            | Кофидис                   |               |
| —             | Ксандро Морис (БЕЛ)           | Алпесин—декунинк          |               |
| —             | Едвард Планкарт (БЕЛ)         | Алпесин—декунинк          |               |
| —             | Хонатан Нарваез (ЕКВ)         | УАЕ тим Емирејтс ХРГ      |               |
| —             | Едоардо Афини (ИТА)           | Визма—лејз а бајк         |               |
| —             | Тош ван дер Санде (БЕЛ)       | Визма—лејз а бајк         |               |
| —             | Лук Ламперти (САД)            | Судал—Квик-степ           |               |
| —             | Берт ван Лерберге (БЕЛ)       | Судал—Квик-степ           |               |
| —             | Едвард Тунс (БЕЛ)             | Лидл—трек                 |               |
| —             | Гајс ван Хуке (БЕЛ)           | Интермарше—ванти          |               |
| —             | Рул ван Синтмартенсдајк (ХОЛ) | Интермарше—ванти          |               |
| —             | Хари Свини (АУС)              | ЕФ едукејшон—изипост      |               |
| —             | Макс Вокер (УК)               | ЕФ едукејшон—изипост      |               |
| —             | Ензо Лејнсе (ХОЛ)             | Пикник постнл             |               |
| —             | Роман Ермаков                 | Бахреин—викторијус        |               |
| —             | Мајлс Скотсон (АУС)           | ХДС Астана                |               |
| —             | Алберт Торес (ШПА)            | Мовистар                  |               |
| —             | Алесандро Ромеле (ИТА)        | Аркеа—бб хотелс           |               |
| —             | Пјер Готер (ФРА)              | Декатлон АГ2Р ла мондијал |               |
| —             | Сандер де Пестел (БЕЛ)        | Декатлон АГ2Р ла мондијал |               |
| —             | Еди ле Итузе (ФРА)            | Групама—ФДЈ               |               |
| —             | Пјер Тјери (ФРА)              | Аркеа—бб хотелс           |               |
| —             | Квинтен Херманс (БЕЛ)         | Алпесин—декунинк          |               |
| —             | Амори Капио (БЕЛ)             | Аркеа—бб хотелс           |               |
| —             | Рајан Мулен (ИРС)             | Ред бул—Бора–ханзго       |               |
| —             | Ојер Ласкано (ШПА)            | Ред бул—Бора–ханзго       |               |
| —             | Филип Маћејук (ПОЉ)           | Ред бул—Бора–ханзго       |               |
| —             | Јаша Ситерлин (ЊЕМ)           | Џејко—алула               |               |
| —             | Пит Алегарт (БЕЛ)             | Кофидис                   |               |
| —             | Дрис де Бонт (БЕЛ)            | Декатлон АГ2Р ла мондијал |               |